# Мутріку
Мутріку, Мотріко (баск. Mutriku (офіційна назва), ісп. Motrico) — муніципалітет в Іспанії, у складі автономної спільноти Країна Басків, у провінції Гіпускоа. Населення — 4979 осіб (2009).
Муніципалітет розташований на відстані близько 340 км на північ від Мадрида, 32 км на захід від Сан-Себастьяна.
На території муніципалітету розташовані такі населені пункти: (дані про населення за 2009 рік)
- Астігаррібія: 42 особи
- Мутріку: 4413 осіб
- Арцайн-Еррека: 4 особи
- Гальдона: 82 особи
- Ібірі: 30 осіб
- Ларанга: 158 осіб
- Міхоа: 160 осіб
- Міскія: 5 осіб
- Олабаррієта: 37 осіб
- Олац: 48 осіб

## Демографія
Динаміка населення (INE ):

## Галерея зображень

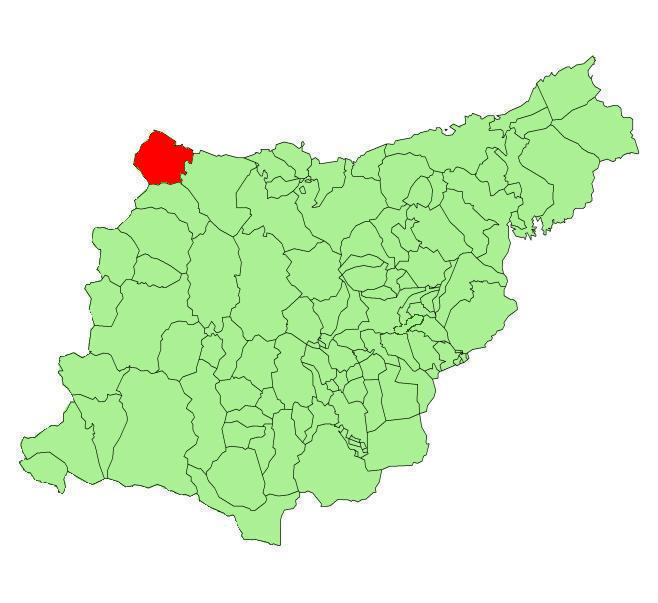
Розташування муніципалітету
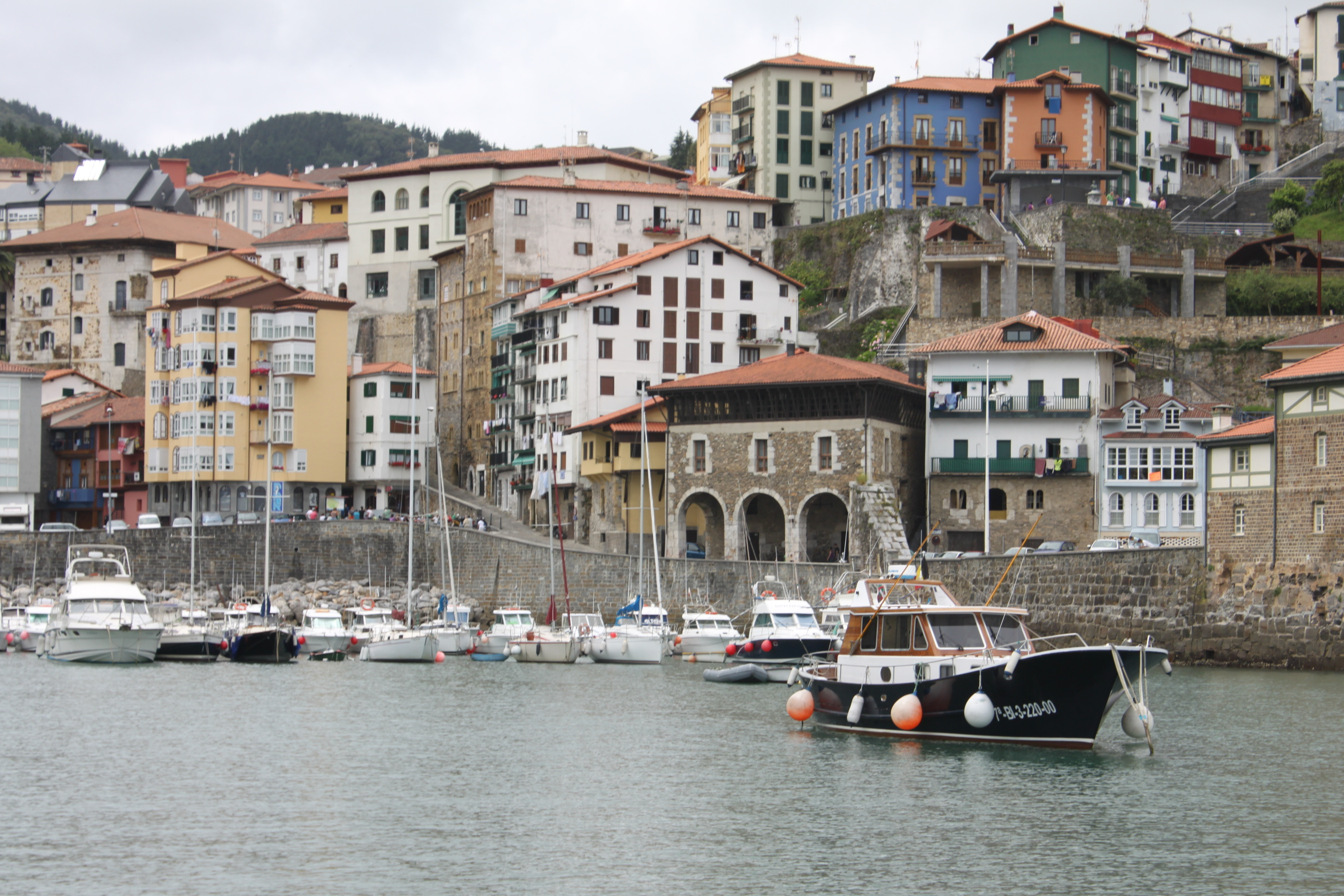
Мутріку
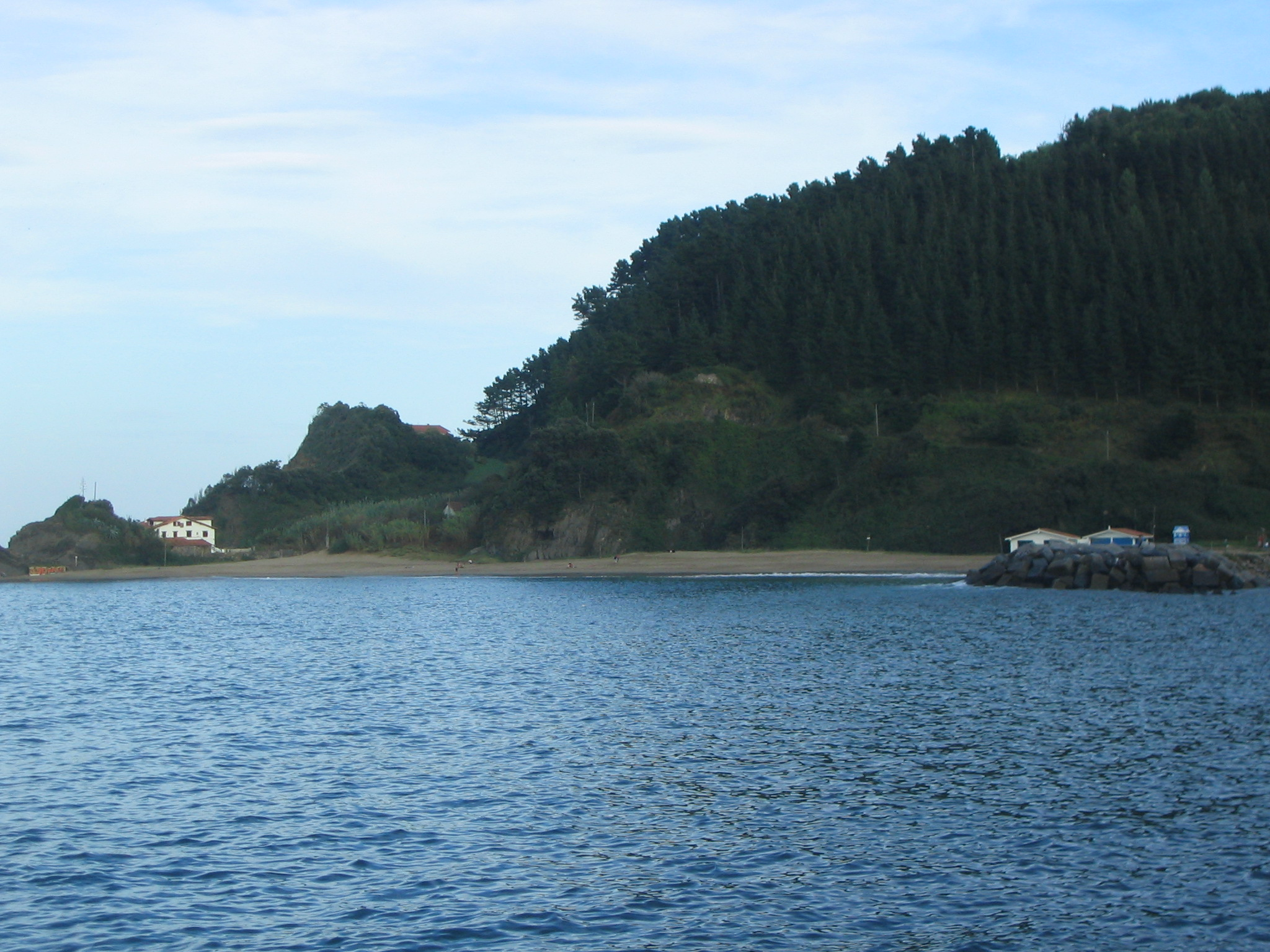
Пляж Сатурраран
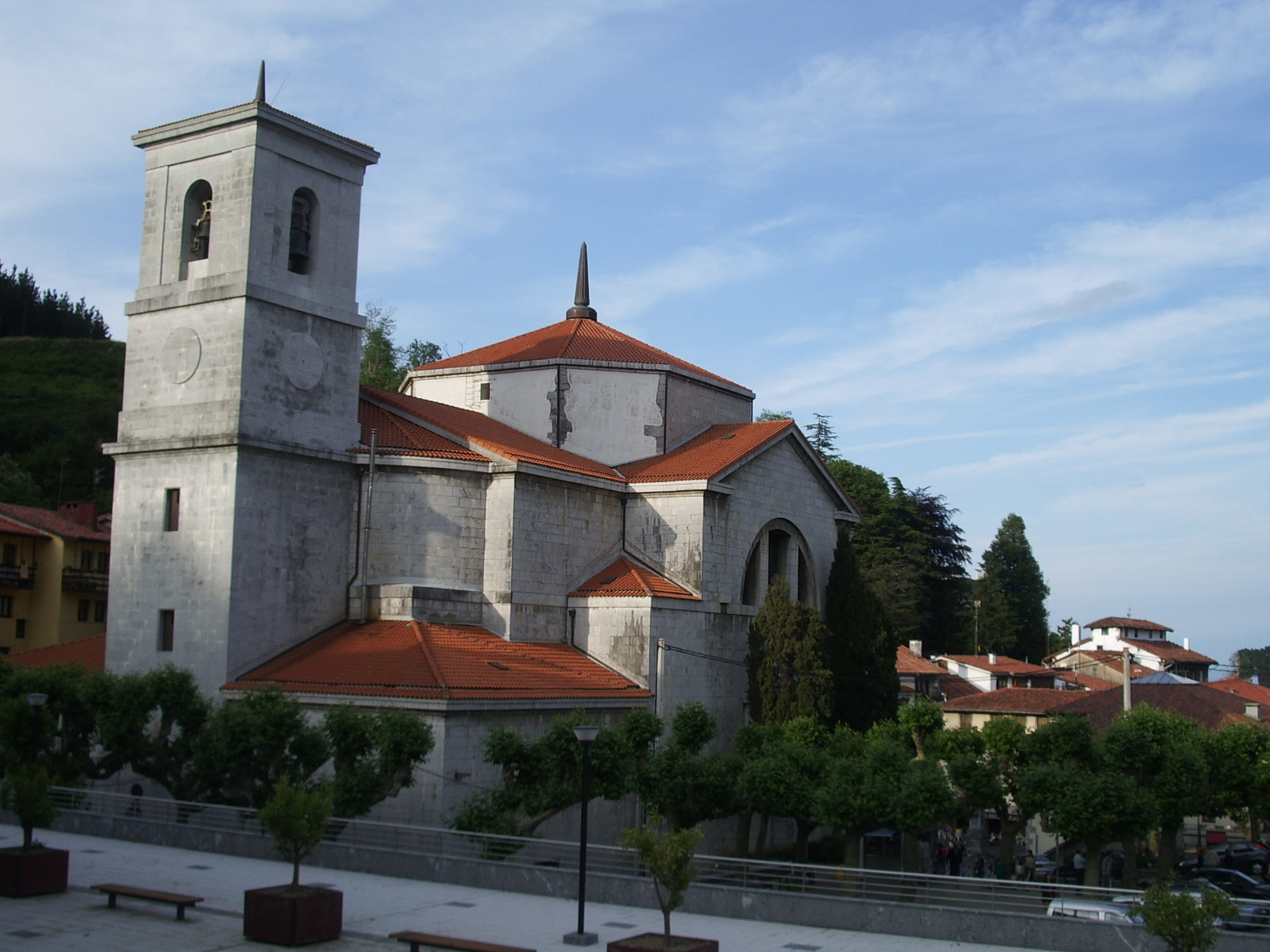
Церква Нуестра-Сеньйора-де-ла-Асунсьйон